# Convento de Santa Clara (Guadalajara)
El convento de Santa Clara fue un inmueble de la ciudad española de Guadalajara, desaparecido a comienzos del siglo XX a excepción de la actual iglesia de Santiago el Mayor, que se conservó.

## Historia

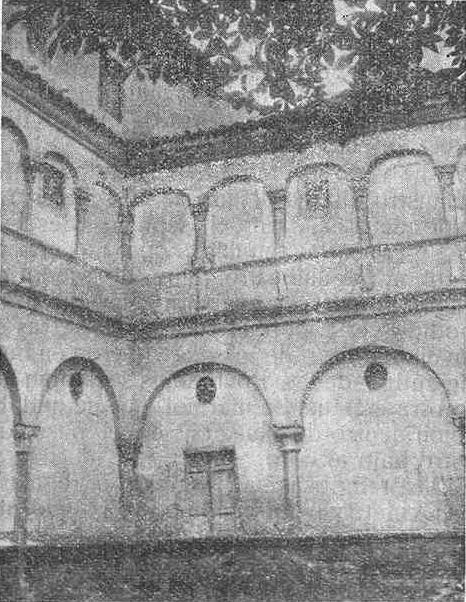
Vista del claustro hacia 1912

El convento habría sido presuntamente fundado por la reina doña Berenguela. Aparece mencionado en el octavo volumen del Diccionario geográfico-estadístico-histórico de España y sus posesiones de Ultramar de Pascual Madoz, en la entrada correspondiente a Guadalajara, de la siguiente manera:

Conventos. Monjas de Sta. Clara, en la que se encuentran reunidas las de la Concepcion y la Piedad; fué fundado por la reina Doña Berenguela, que se retiró á la ciudad de Guadalajara, despues de la renuncia que hizo de los reinos de Castilla y León, en favor de su hijo D. Fernando el Santo; su igl. fué consagrada, habiendo asistido á esta ceremonia 9 obispos: hay varios sepulcros, entre ellos los que contienen los restos del comendador Juan de Zúñiga, embajador del Emperador y Rey, cerca de la corte de Portugal; los de Doña Isabel de Vera, señora que fué de Rello y mujer del noble caballero Hernan Lopez de Zúniga; los de D. Bernardino Quevedo caballero del hábito de Santiago y teniente alferez mayor de Guadalajara, y por último, los de D. Diego Garcia de Guadalajara, secretario de cámara del rey D. Enrique y del consejo del rey católico D. Fernando V: en este conv. estuvo retirada Doña Maria de Alvarez, mujer de D. Enrique, conde de Cangas y Tineo, nieto del marqués de Villena y del rey Enrique III, mientras su marido fué maestre de Calatrava.
(Madoz, 1847, p. 633)

Su claustro tenía un gran castaño. Fue abandonado en 1912 por las monjas clarisas que quedaban, que se marcharon para establecerse en Canals, en la provincia de Valencia. Por entonces, en palabras de Juan Diges Antón, no era más que «un laberinto de amplias habitaciones y de escondrijos en todos los pisos: sucias, destartaladas y lóbregas las del bajo y algunas del principal; decorosas, limpias y ventiladas las que en este piso, correspondientes al ala norte, ocupaban las diez y seis religiosas». La iglesia del convento pasó a llamarse de Santiago.